# Sonneville
Sonneville – miejscowość i dawna gmina we Francji, w regionie Nowa Akwitania, w departamencie Charente. W dniu 1 stycznia 2016 roku z połączenia trzech ówczesnych gmin – Plaizac, Rouillac oraz Sonneville – utworzono nową gminę. Siedzibą gminy została miejscowość Rouillac, a nowa gmina przyjęła jej nazwę. W 2013 roku populacja Sonneville wynosiła 234 mieszkańców. 